# GT International Tower
De GT International Tower, voorheen bekend als de First Metrobank Tower, is een wolkenkrabber in Makati, Filipijnen. De bouw van de kantoortoren begon in 2001 en werd in 2002 voltooid door C-E Construction.

## Ontwerp
De GT International Tower is 217,2 meter hoog en telt naast 43 bovengrondse verdiepingen, 5 ondergrondse etages. Het heeft een totale oppervlakte van 66.193 vierkante meter en bevat 15 liften. Het gebouw eindigt in een verticale vin van 10 verdiepingen en is door de architecten in modernistische stijl ontworpen.